# Kenny Leroy Green
Kenneth Leroy «Kenny» Green (Eustis, Florida, 11 de octubre de 1964) es un exjugador de baloncesto estadounidense que disputó 2 temporadas de la NBA. Con 1,98 metros de estatura, jugaba en la posición de escolta.

## Trayectoria deportiva

### Universidad
Jugó durante tres temporadas con los Demon Deacons de la Universidad de Wake Forest, en las que promedió 14,9 puntos y 6,6 rebotes por partido.

### Profesional
Fue elegido en la decimosegunda posición del 1985 por Washington Bullets, donde no tuvo demasiadas oportunidades de juego. A mitad de temporada fue traspasado a Philadelphia 76ers a cambio de Leon Wood.
No tuvo tampoco suerte en los Sixers. En su única temporada completa apenas fue alineado en 19 partidos, en los que promedió 3,4 puntos y 1,5 rebotes. Al año siguiente firmó contrato con Golden State Warriors como agente libre, pero 13 días después fue despedido. En su corta trayectoria profesional promedió 4,4 puntos y 1,7 rebotes por noche.

#### Estadísticas

##### Temporada regular
| Temporada | Edad | Equipo             | Liga | P  | TIT | MIN  | TC  | TCA | %TC  | 3P  | 3PA | %3P  | TL  | TLA | %TL  | R.OF. | R.DEF. | REB | ASIS | ROB | TAP | PER | FP  | PTS |
| 1985-86   | 21   | TOTAL              | NBA  | 41 | 0   | 11.0 | 2.0 | 4.7 | .432 | 0.0 | 0.0 | .000 | 0.9 | 1.2 | .714 | 0.7   | 1.1    | 1.8 | 0.2  | 0.1 | 0.2 | 0.9 | 1.3 | 4.9 |
| 1985-86   | 21   | Washington Bullets | NBA  | 20 | 0   | 11.1 | 2.2 | 5.1 | .436 | 0.0 | 0.1 | .000 | 1.1 | 1.3 | .808 | 0.9   | 1.1    | 1.9 | 0.2  | 0.2 | 0.4 | 0.9 | 1.3 | 5.5 |
| 1985-86   | 21   | Philadelphia 76ers | NBA  | 21 | 0   | 11.0 | 1.9 | 4.3 | .429 | 0.0 | 0.0 |      | 0.7 | 1.1 | .609 | 0.5   | 1.2    | 1.7 | 0.3  | 0.0 | 0.1 | 0.9 | 1.3 | 4.4 |
| 1986-87   | 22   | Philadelphia 76ers | NBA  | 19 | 0   | 9.1  | 1.3 | 3.7 | .357 | 0.0 | 0.0 |      | 0.7 | 1.0 | .737 | 0.3   | 1.2    | 1.5 | 0.4  | 0.2 | 0.1 | 0.8 | 0.4 | 3.4 |
| Total     |      |                    | NBA  | 60 | 0   | 10.4 | 1.8 | 4.4 | .412 | 0.0 | 0.0 | .000 | 0.8 | 1.1 | .721 | 0.6   | 1.1    | 1.7 | 0.3  | 0.2 | 0.2 | 0.8 | 1.0 | 4.4 |